# A Young Person's Guide to King Crimson
Albums de King Crimson
'USA'
(3 Mai 1975) 'Discipline'
(22 septembre 1981)
A Young Person's Guide to King Crimson est une compilation de 2 disques du groupe britannique King Crimson sortie en 1976. La sélection des chansons a été faite par Robert Fripp.
Son titre provient visiblement de la célèbre œuvre orchestrale du compositeur Benjamin Britten, A Young Person's Guide To The Orchestra, ainsi que de la série télévisée des années 1960 intitulée Guide to the orchestra, réalisée par le chef d'orchestre / compositeur Leonard Bernstein.
La pochette de l'album comportait, au recto et au verso, des œuvres de l’artiste écossais Fergus Hall. L'album comprenait aussi un livret, rempli de photographies, détaillant l’histoire du groupe et des événements notables: ce livret a été rédigé par Robert Fripp à partir de ses propres archives.
Cet ensemble de 2 CD, qui reproduisait fidèlement l’ordre de montage du vinyle, comprenait une reproduction du livret à l’échelle réduite. La durée de lecture est d’environ 40 minutes pour le CD1 et 35 minutes pour le CD2. On y retrouve une version inédite de la pièce I Talk To The Wind, avec la voix de Judy Dyble qui chante en duo avec Ian McDonald, plutôt que celle de Greg Lake. Cette version inédite a été enregistrée à l'époque de la formation Giles, Giles and Fripp. Judy était à cette époque la petite amie de Ian McDonald qui venait tout juste de se joindre au trio. Enregistrée au 93A Brondesbury Road à Londres en juillet 1968; elle diffère de la version publiée sur l'album In the Court of the Crimson King, sur lequel le chant était assuré par Greg Lake. Une autre différence notable consiste en l'accompagnement d'une clarinette en lieu et place de la flûte traversière de McDonald, ainsi que l'absence du solo de flûte à la fin, la pièce est ainsi plus courte que celle de l'album In the court of the Crimson King. On retrouve aussi cette version inédite sur la compilation The Brondesbury Tapes (1968) de Giles, Giles et Fripp, éditée seulement sous forme de cassettes.

## Titres

### LP 1

#### Face A
1. "Epitaph" (Robert Fripp, Michael Giles, Greg Lake, Ian McDonald, Peter Sinfield) 8:52
incluant:
  - "March for No Reason"
  - "Tomorrow and Tomorrow"

De l'album In the Court of the Crimson King (1969)
2. "Cadence and Cascade" (Fripp, Sinfield) 3:36
Abrégé de l'album In the Wake of Poseidon (1970)
3. "Ladies of the Road" (Fripp, Sinfield) 5:27
De l'album Islands (1971)
4. "I Talk to the Wind" (McDonald, Sinfield) 3:15
Enregistré au 93A Brondesbury Road, Londres, UK, juillet 1968: cette version diffère de celle présente sur In the Court of the Crimson King, le chant étant assuré par Judy Dyble (ex-Fairport Convention) qui chante en duo avec Ian McDonald, plutôt que par Greg Lake. Elle est aussi disponible sur la compilation The Brondesbury Tapes.

#### Face B
1. "Red" (Fripp) 6:18
De l'album Red (1974)
2. "Starless" (Bill Bruford, David Cross, Fripp, Richard Palmer-James, John Wetton) 12:17
De l'album Red (1974)

### LP 2

#### Face A
1. "The Night Watch" (Fripp, Palmer-James, Wetton) 4:38
De l'album Starless and Bible Black (1974)
2. "Book of Saturday" (Fripp, Palmer-James, Wetton) 2:52
De l'album Larks' Tongues in Aspic (1973)
3. "Peace: A Theme" (Fripp) 1:14
De l'album In the Wake of Poseidon (1970)
4. "Cat Food" (Fripp, McDonald, Sinfield) 2:43
Abrégé
5. "Groon" (Fripp) 3:30
Du single Cat Food/Groon (1970)
6. "Coda from Larks' Tongues in Aspic (Part I)" 2:09
Abrégé, de l'album Larks' Tongues in Aspic (1973)

#### Face B
1. "Moonchild" (Fripp, Giles, Lake, McDonald, Sinfield) 2:24
Abrégé, de l'album In the Court of the Crimson King (1969)
2. "Trio" (Bruford, Cross, Fripp, Wetton) 5:36
De l'album Starless and Bible Black (1974)
3. "The Court of the Crimson King" (McDonald, Sinfield) 9:21
incluant:
  - "The Return of the Fire Witch"
  - "The Dance of the Puppets"

De l'album In the Court of the Crimson King (1969)